# Boots & nya jeans
Boots & nya jeans är ett album av Hasse Andersson, släppt år 2000.

## Låtlista
1. Min gamla gitarr
2. En liten Elin
3. Ingen dag utan kram
4. Boots & nya jeans
5. Tänker du på mig
6. Åh, nej!
7. Om ett hus kunde tala
8. Så speciell
9. Du är min vän
10. Det är du och jag
11. Du berör mig
12. Will the Circle be Unbroken
13. Angelbuddy (Änglahund)

### Fotnoter
1. ↑  ”Boots & nya jeans”. Svensk mediedatabas. 28 februari 2000. http://smdb.kb.se/catalog/id/001547079. Läst 15 juli 2016.